# Gymnobucco sladeni
Gymnobucco sladeni е вид птица от семейство Lybiidae.

## Разпространение
Видът е разпространен в Демократична република Конго и Централноафриканската република.